# Nothofagus apiculata
Nothofagus apiculata är en tvåhjärtbladig växtart som först beskrevs av William Colenso och som fick sitt nu gällande namn av Leonard C. Cockayne.
Nothofagus apiculata ingår i släktet Nothofagus och familjen Nothofagaceae. Inga underarter finns listade i Catalogue of Life.